# وادر (واشینگتن)
وادر (به انگلیسی: Vader) شهری در شهرستان لوئیس ایالت واشینگتن است که در سرشماری سال ۲۰۱۰ میلادی، ۶۲۱ نفر جمعیت داشته‌است.